# Scheschma
Die Scheschma (russisch Шешма; tatarisch Шушма Şuşma oder tatarisch Чишмә Çişmä) ist ein 259 km langer linker Nebenfluss der Kama in der Oblast Samara und der Republik Tatarstan im europäischen Teil Russlands.

## Flusslauf
Die Scheschma entspringt in den Bugulma-Belebeier Höhen im äußersten Nordwesten der Oblast Samara, direkt an der Grenze zur Oblast Orenburg. Zunächst fließt sie von dort in westlicher Richtung durch ein tief eingeschnittenes Tal, schwenkt aber schon kurz darauf Richtung Norden ab und erreicht nach wenigen Kilometern die Grenze zur Republik Tatarstan.
Sie durchfließt den hügeligen Süden Tatarstans weiterhin nordwärts, ehe sie nach der Einmündung des Kuwan (tatarisch Куак Quaq) in nordwestliche Richtungen abbiegt. Die Landschaft ist hier deutlich flacher und wird nun intensiv landwirtschaftlich genutzt. Kurz nach der Einmündung der Bagrjaschka wendet sich die Scheschma wieder nach Norden. Kurz nach der Einmündung der Tolkischka (tatarisch Талкыш Talqış) erreicht sie etwa 15 km südwestlich von Kamskije Poljany die Kama, die hier den östlichen Teil des Kuibyschewer Stausees bildet, zu dem die Wolga aufgestaut wurde.

## Hydrologie und Nutzung
Die Scheschma wird hauptsächlich durch Schmelzwasser gespeist. Von Ende November/Anfang Dezember bis in den April ist der Fluss gefroren. Auf das Brechen des Eises folgen regelmäßig Frühjahrshochwasser. Die Scheschma wird für die Wasserversorgung genutzt.